# Potentilla foersteriana
Potentilla foersteriana är en rosväxtart som beskrevs av Carl Karl Adolf Georg Lauterbach. Potentilla foersteriana ingår i Fingerörtssläktet som ingår i familjen rosväxter. Inga underarter finns listade i Catalogue of Life.